# Szydłowiec (stad)
Szydłowiec is een stad in het Poolse woiwodschap Mazovië, gelegen in de powiat Szydłowiecki. De oppervlakte bedraagt 21,93 km², het inwonertal 12.125 (2005). In Szydłowiec bevindt zich het Museum van Volksmuziekinstrumenten.

## Geboren
- Dominik Furman (6 juli 1992), voetballer